# Macaronezia

Macaronezia

Steagurile Macaroneziei

Macaronezia (în portugheză: Macaronésia) reprezintă patru arhipelaguri situate în emisfera nordică a Oceanului Atlantic, pe coastele vestice ale Europei și Africii. Fiecare arhipelag este alcătuit din mai multe insule oceanice atlantice formate din munți submarini de pe fundul oceanului, cu vârfuri peste suprafața oceanului. Insulele macaroneziene fac parte din trei țări: Portugalia, Spania și Capul Verde. Din punct de vedere politic, insulele care aparțin Portugaliei și Spaniei sunt parte a Uniunii Europene. Din punct de vedere geologic, Macaronezia este parte a Plăcii Africane, care include și insulele Azore, care marchează marginea plăcii, la punctul de întâlnire cu Eurasia și plăcile nord-americane.
Uniunea Europeană consideră că cele trei arhipelaguri europene (fără Capul Verde) formează o regiune biogeografică unică numită Regiunea Macaroneziană.

## Etimologie
Numele este derivat din cuvintele grecești pentru „insulele fericiților” (μακάρων νῆσοι, makárōn nêsoi), un termen folosit de geografii din Grecia antică pentru insulele la vest de Strâmtoarea Gibraltar. Macaronezia este uneori greșit ortografiată „Macronesia”, în falsă analogie cu Micronezia, un arhipelag din Pacific.

## Arhipelaguri
Macaronezia este formată din patru mari arhipelaguri. De la nord la sud, acestea sunt:
- Azore, o regiune autonomă a Portugaliei
- Madeira (inclusiv Insulele Selvagens), o regiune autonomă a Portugaliei
- Insulele Canare, o comunitate autonomă a Spaniei
- Capul Verde, stat independent din Africa de Vest

## Geografie și geologie

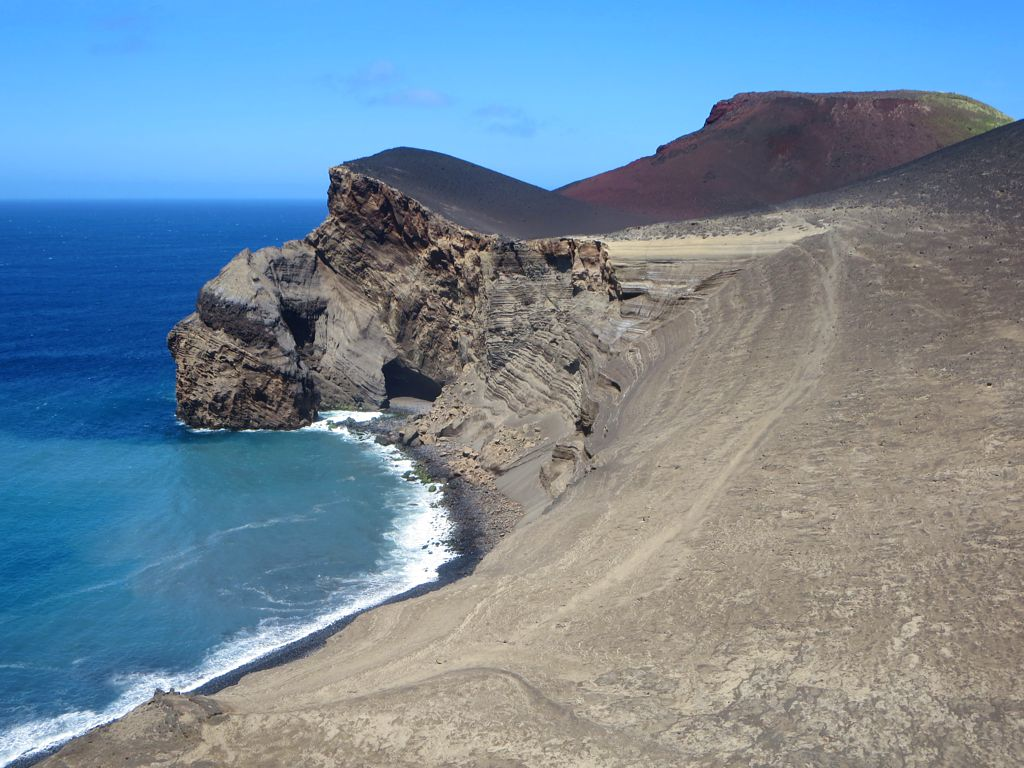
Arhipelagurile macaroneziene au fost și sunt create de activitatea vulcanică. Straturi vulcanice de piroclaste formate în 1957 prin erupția vulcanului Capelinhos de pe insula Faial din Azore.

Insulele macaroneziene sunt vulcanice la origine și sunt considerate a fi produse de mai multe puncte fierbinți geologice.
Clima macaroneziană variază de la maritim temperată, mediteraneană și subtropicală în Azore și Madeira, la mediteraneană și subtropicală în unele din Insulele Canare, până la aridă în anumite insule bătrâne geologic din Insulele Canare (Lanzarote, Fuerteventura), unele insule din Arhipelagul Madeira (Selvagens și Porto Santo) și republica Capului Verde (Sal, Boa Vista și Maio), și chiar și tropicală pe insulele mai tinere din ambele arhipelaguri sudice (Santo Antão, Santiago și Fogo în Capul Verde). În unele locuri, există variațiuni datorită efectului munților asupra norilor de ploaie. Pădurile laurisilva din Macaronezia sunt un tip de pădure de munte cu specii relicte ale unui tip de vegetație care acoperea mare parte din Bazinul Mediteranean pe vremea când climatul din această regiune era mai umed. Speciile au evoluat pentru a se adapta la condițiile din insule și multe sunt endemice.
Insulele au o biogeografie unică și găzduiesc mai multe comunități distincte de plante și animale. Genul Macaroeris de păianjeni săritori este numit după Macaronezia. Nici una dintre insulele macaroneziene nu a fost parte din vreun continent, astfel că toate plantele și animalele native au ajuns pe insule prin dispersie pe distanță mare. Pădurile laurisilva acopereau cândva cele mai multe dintre insulele din Azore, Madeira, precum și părți din insulele Canare, între 400 și 1200 m altitudine (insulele Canare de est și Capul Verde sunt prea uscate). Aceste păduri se aseamănă cu pădurile străvechi care acopereau bazinul Mării Meditereene și nord-vestul Africii înainte de răcirea și uscarea glaciară. Copacii din genurile Apollonias, Clethra, Dracaena, Ocotea, Persea și Picconia, care sunt întâlniți în pădurile laurisilva macaroneziene, au fost identificați în fosile din jurul Mediteranei de dinainte de epoca glaciară.

## Probleme de conservare

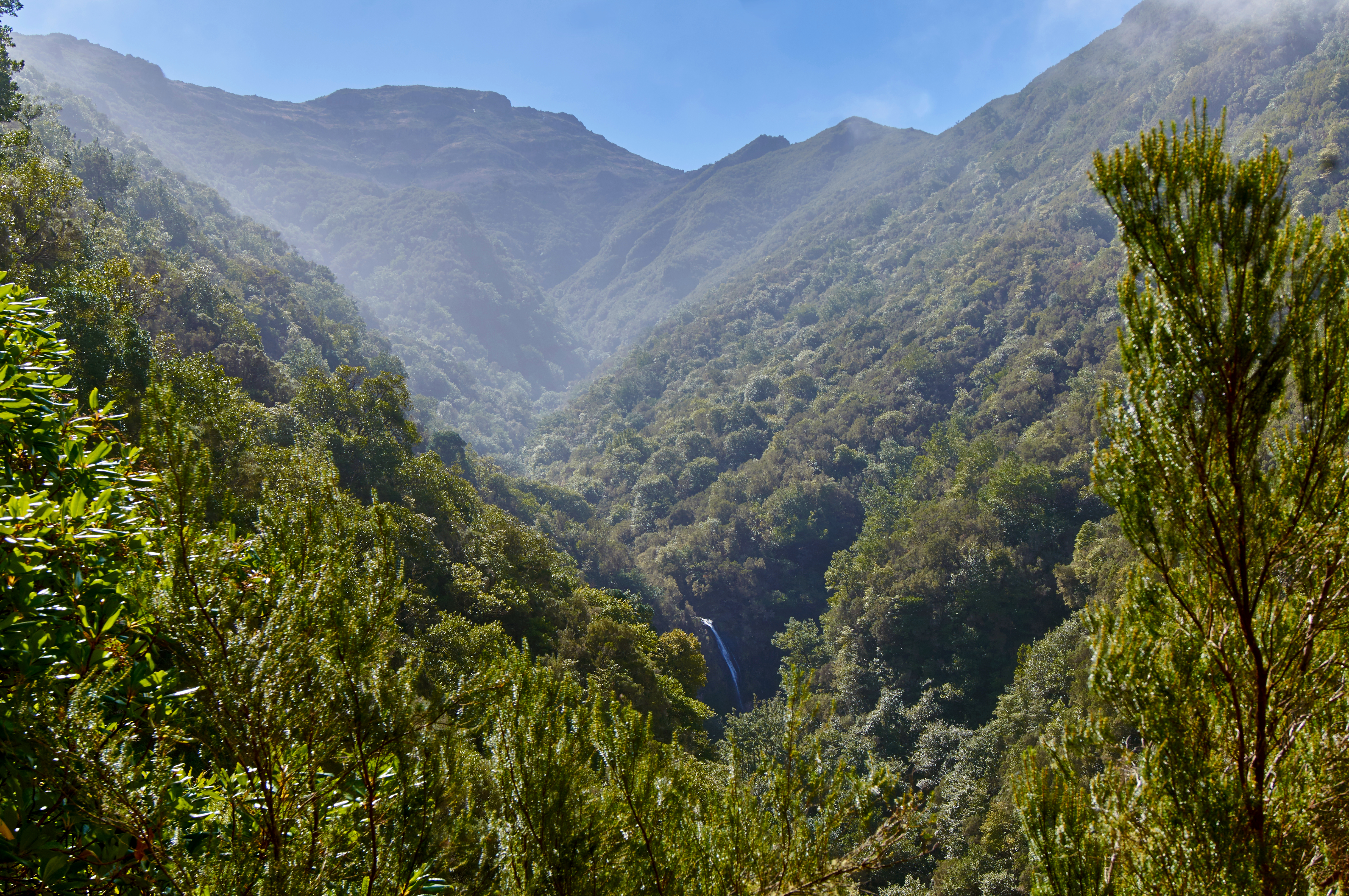
Pădurea primordială de laurisilva. Unele petice rămase din acest habitat nativ original amenințat în Macaronezia au fost protejate prin lege în anul 2001, cu excepția Capului Verde.

Tăierea pădurilor pentru cherestea și lemn de foc, îndepărtarea vegetației pentru pășunat și agricultură și introducerea de plante și animale de către oameni au deplasat o mare parte din vegetația nativă originală. Habitatul laurisilva a fost redus la zone mici deconectate. Ca urmare, o mare parte din biomul endemic al insulei este acum grav amenințat cu dispariția sau chiar extinct. Animalele de pradă străine – în special pisicile domestice și sălbatice – sunt în prezent una dintre cele mai grave amenințări pentru fauna endemică. În ciuda faptului că pisicile prădează în principal mamifere introduse, precum rozătoare și iepuri, această hrănire susține o populație felină mai mare (considerată a fi un proces de hiperprădare) și are impact asupra mai multor specii de reptile și păsări.
În partea europeană a Macaroneziei (Azore, Madeira și Insulele Canare), eforturile de conservare includ zone întinse protejate de reglementările Natura 2000 ale Uniunii Europene începând cu anul 2001. În total, o suprafață de 5000 km2 de uscat și de apă este protejată în aceste trei arhipelaguri.